# Căsoaia, Alba
Căsoaia este un sat în comuna Avram Iancu din județul Alba, Transilvania, România.